# 松前昌広
松前 昌広（まつまえ まさひろ）は、江戸時代後期の大名。蝦夷地松前藩の第11代藩主。官位は従五位下志摩守。

## 生涯
文政8年（1825年）8月27日、第9代藩主・松前章広の次男・松前見広の次男として福山城にて誕生。天保4年8月11日、福山から江戸に移る。天保10年（1839年）7月21日、兄・良広の養嗣子となる。同年10月16日、養父・良広の死去により、家督を継ぐ。同年11月1日、11代将軍・徳川家斉にお目見えする。天保11年3月18日、従五位下志摩守に叙任する。
儒学者の山田三川を登用して藩政改革を行なおうとするが、当時の松前藩では藩主の早世が相次いだために重臣・松前内蔵広純（曾祖父の8代藩主・道広の五男）の専横が行なわれていた。このため、昌広は天保13年（1842年）9月、義父・松平乗全の力を後ろ盾にして12月に内蔵を家禄半分にしたうえで失脚に追い込み、江戸で蟄居させた。その上で三川を側用人・表用人として改めて用いて、天保15年（1844年）5月から倹約・風紀粛清・奢侈禁止などを中心とした藩政改革を行った。ただし、昌広は病弱な上に精神病にもかかっていたため、藩政は三川と松前広茂によって行なわれ、昌広は江戸の藩邸で養生していただけであった。
弘化4年（1847年）に入ると、昌広の病状はさらに悪化し、酒色に耽るようにもなったため、嘉永2年（1849年）6月9日、家督を養子・崇広に譲って隠居した。その後は福山城北東の北殿で余生を送り、嘉永6年（1853年）8月8日に死去した。享年29。

## 系譜
父母
- 松前見広（実父）
- 村山信敏の妹 ー 側室（実母）
- 松前良広（養父）

正室
- 浪子 ー 松平乗全の養女、本多忠升の娘

側室
- 静子 ー 山崎十三の娘

子女
- 松前徳広（長男）生母は静（側室）
- 松前縄之助（次男）

養子
- 松前崇広 ー 松前章広の六男